# Abierto de Estados Unidos 1998
Lista de los campeones del Abierto de Estados Unidos de 1998:

## Seniors

### Individual Masculino
Patrick Rafter (AUS) d. Mark Philippoussis (AUS), 6-3, 3-6, 6-2, 6-0

### Individual Femenino
Lindsay Davenport (USA) d. Martina Hingis (SUI), 6-3, 7-5

### Dobles Masculino
Sandon Stolle (AUS) / Cyril Suk (CZE) d. Mark Knowles (BAH) / Daniel Nestor (CAN), 4-6, 7-6, 6-2

### Dobles Femenino
Martina Hingis (SUI) / Jana Novotná (CZE) d. Lindsay Davenport (USA) / Natasha Zvereva (BLR), 6-3, 6-3 

### Dobles Mixto
Serena Williams (USA) / Max Mirnyi (BLR) d. Lisa Raymond (USA) / Patrick Galbraith (USA), 6-2, 6-2

## Juniors

### Individual Masculino
David Nalbandian (ARG) d. Roger Federer (SUI), 6-3, 7-5

### Individual Femenino
Jelena Dokić (AUS) d. Katarina Srebotnik (SLO), 6-4, 6-2

### Dobles Masculino
K.J Hippensteel (USA) / David Martin (USA) d. Andy Ram (ISR) / Lovro Zovko (CRO), 6-7, 7-6, 6-2

### Dobles Femenino
Kim Clijsters (BEL) / Eva Dyrberg (DEN) d. Jelena Dokić (AUS) / Evie Dominikovic (AUS), 7-6, 6-4
| Predecesor: 1997                         | Abierto de Estados Unidos 1998 | Sucesor: 1999                      |
| Predecesor: Campeonato de Wimbledon 1998 | Grand Slam 1998                | Sucesor: Abierto de Australia 1999 |

- Datos: Q912519